# Gregorio Dell'Anna
Gregorio Dell'Anna (Nardò, 5 giugno 1954) è un politico italiano.

## Biografia
Laureato in fisica, insegnante di scuola media. Impegnato in politica con la Democrazia Cristiana, nel 1986 diventa consigliere comunale e assessore a Nardò, viene poi rieletto in consiglio pure nel 1992 e ancora nel 1994. Nello stesso anno si candida anche alle elezioni politiche con la lista "Rinascita Salentina", nel collegio uninominale della Camera di Nardò, ottenendo il 7% e non risultando eletto.
Nel 1998 diventa sindaco di Nardò, carica che mantiene fino al 2001. Alle elezioni politiche di tale anno è eletto deputato con Forza Italia. A Montecitorio è stato membro della IX Commissione trasporti, poste e telecomunicazioni e della XIII Commissione ambiente, territorio e lavori pubblici. Conclude il proprio mandato parlamentare nel 2006.
Nel 2007 viene rieletto consigliere comunale a Nardò per il centro-destra, restando in carica fino al 2010.
Nel 2015 aderisce a Italia Unica, fondato dall'ex ministro Corrado Passera.
Alle elezioni politiche del 2018 viene candidato al Senato della Repubblica, come capolista di Civica Popolare nel collegio plurinominale Puglia - 02, ma senza risultare eletto.
Nel 2019 aderisce a Italia Viva, partito fondato da Matteo Renzi di stampo liberale e centrista.